# Subtelność (estetyka)

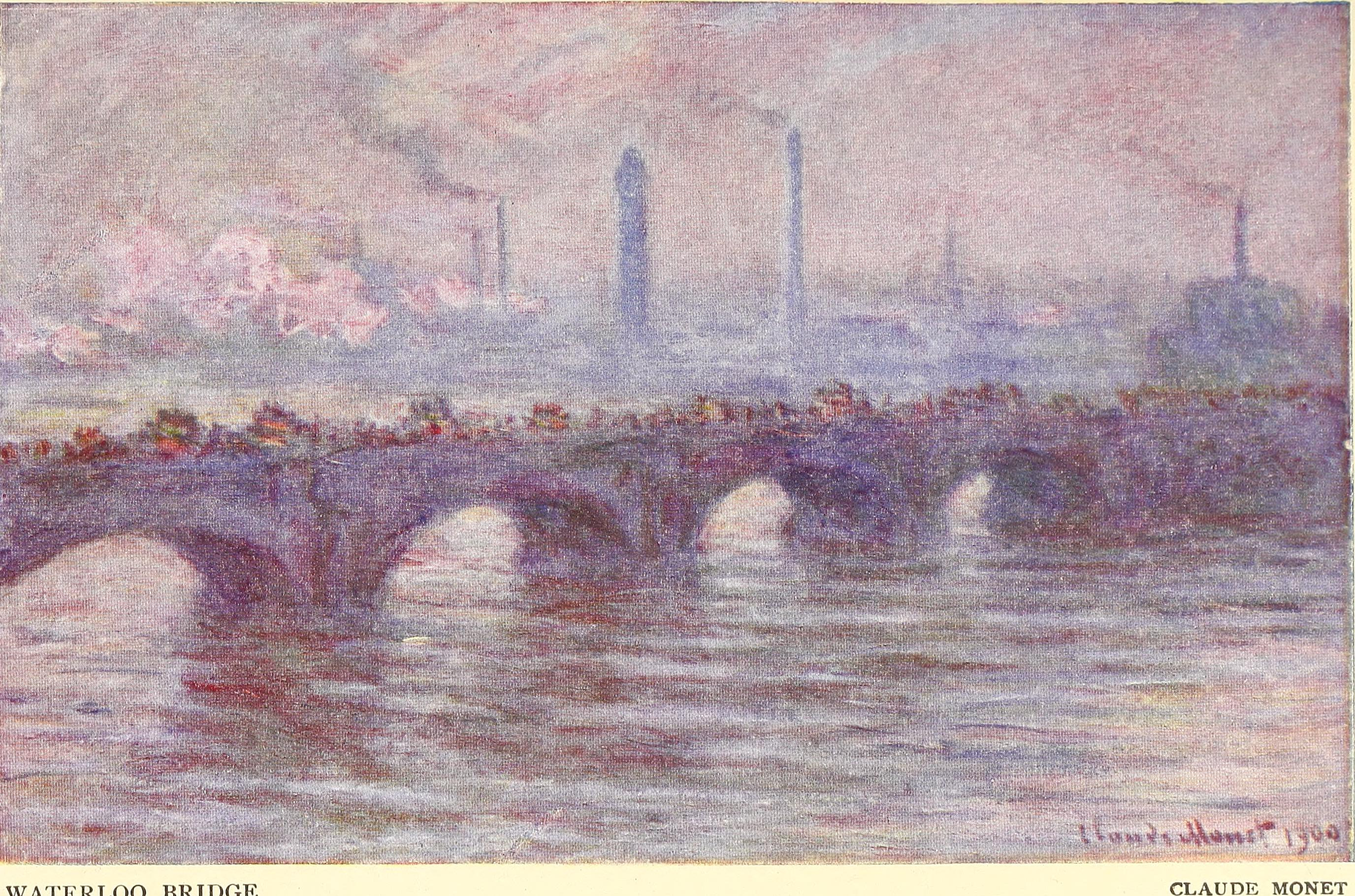
Most Waterloo, 1903 r., obraz Claude'a Moneta, którego styl malarski bywa określany jako subtelny

Kategoria subtelności w estetyce – marginalnie pojawiła się już w starożytności, o czym wspomina Cyceron (Orat., 29), łac. subtilis znaczył ostry, szczupły, drobny, a w retoryce oznaczał najskromniejszy styl. Za najwyższy z trzech stylów wymowy uchodził wzniosły, czyli górny, a za najniższy- subtelny właśnie. W średniowieczu subtelność znaczyła większą delikatność i staranność w wykonaniu dzieła sztuki.
Popularność i dzisiejsze znaczenie termin uzyskał w końcu XVI wieku, w okresie manieryzmu. Istotę subtelności sformułował G. Cardano. Wychodząc od założenia, że rzeczy proste i jasne, dające się łatwo przeniknąć w swym pięknie i harmonii, sprawiają największą radość, stwierdził, że jeszcze większą rozkosz sprawiać mogą rzeczy bardziej złożone i splątane, które jednak jesteśmy w stanie poznać i przejrzeć. Chodziło mu o dostrzeganie harmonii w dysharmonii, o celne uchwycenie rzeczy trudnych i niejasnych, takie rzeczy nazywał subtelnymi, a te z natury proste i jasne- pięknymi.
Subtelność w takim rozumieniu stała się ideałem wielu pisarzy i artystów końca XVI i całego następnego wieku, stanęła obok a nawet ponad pięknem. Za największego z tych artystów uważa się hiszpańskiego pisarza Baltasara Graciana. Wśród teoretyków subtelności w sztuce za czołowego uchodzi Emanuel Tesauro. Po XVI-XVII-wiecznym okresie kultu subtelności, kategoria ta nie cieszyła się już nigdy w sztuce taką popularnością.